# В плену песков
«В плену песков» — приключенческий фильм-драма 1993 года, основанный на книгах Лоренса ван дер Поста «Отдалённый край» (1974) и «История, подобная ветру» (1972). В фильме снимались: Риз Уизерспун, Итэн Рэндолл, Джек Томпсон и Максимилиан Шелл. Съемки проводились в Намибии и Зимбабве.

## Сюжет
Весёлая девочка Нонни и заносчивый городской парень Гарри, — единственные выжившие в резне, устроенной бандой браконьеров на ферме в саванне. Теперь безжалостные убийцы ищут их как единственных свидетелей. Единственный способ спастись, это пройти 1250 миль (2000 км) через пустыню Калахари вместе с африканским бушменом Кхаббу. Впереди их ожидает путь длиной в несколько месяцев, за это время они не только стали хорошими друзьями, но и поняли, что у каждого из них есть сила и навыки, которые необходимы для выживания.

## В ролях
- Риз Уизерспун — Нонни Паркер
- Итан Рэндалл — Гарри Уинслоу
- Джек Томпсон — Джон Рикеттс
- Сарел Бок — Кхаббу
- Роберт Джон Берк — Пол Паркер
- Патрисия Кэлембер — Элизабет Паркер
- Даниэль Герролл — Джон Уинслоу
- Максимилиан Шелл — полковник Мопани Терон
- Майлз Андерсон — Жарден
- Тэффи Чихота — Варден Роберт
- Магдалена Дамас — Нуину-Тара